# Набрђе
Набрђе је насеље у Србији у општини Пожаревац у Браничевском округу. Према попису из 2022. било је 274 становника.
У записима из римског доба на овом подручју помиње се насеље лат. Ad Nonum.

## Демографија
У насељу Набрђе живи 276 пунолетних становника, а просечна старост становништва износи 40,6 година (40,6 код мушкараца и 40,5 код жена). У насељу има 97 домаћинстава, а просечан број чланова по домаћинству је 3,57.
Ово насеље је великим делом насељено Србима (према попису из 2002. године), а у последња три пописа, примећен је пад у броју становника.
|  |

| Демографија | Демографија | Демографија |
| Година      | Становника  | Становника  |
| ----------- | ----------- | ----------- |
| 1948.       | 493         |             |
| 1953.       | 525         |             |
| 1961.       | 503         |             |
| 1971.       | 453         |             |
| 1981.       | 449         |             |
| 1991.       | 392         | 360         |
| 2002.       | 346         | 386         |
| 2011.       | 312         |             |

| Етнички састав према попису из 2002.‍ | Етнички састав према попису из 2002.‍ | Етнички састав према попису из 2002.‍ | Етнички састав према попису из 2002.‍ | Етнички састав према попису из 2002.‍ |
| ------------------------------------ | ------------------------------------ | ------------------------------------ | ------------------------------------ | ------------------------------------ |
|                                      |                                      |                                      |                                      |                                      |
| Срби                                 | Срби                                 |                                      | 343                                  | 99,13%                               |
| Црногорци                            | Црногорци                            |                                      | 3                                    | 0,86%                                |
| непознато                            | непознато                            |                                      | 0                                    | 0,0%                                 |

| Година пописа     | 1948. | 1953. | 1961. | 1971. | 1981. | 1991. | 2002. |
| ----------------- | ----- | ----- | ----- | ----- | ----- | ----- | ----- |
| Број домаћинстава | 114   | 116   | 107   | 105   | 92    | 90    | 97    |

| Број чланова      | 1 | 2  | 3  | 4  | 5  | 6  | 7 | 8 | 9 | 10 и више | Просек |
| ----------------- | - | -- | -- | -- | -- | -- | - | - | - | --------- | ------ |
| Број домаћинстава | 8 | 23 | 22 | 15 | 14 | 11 | 2 | 2 | 0 | 0         | 3,57   |

| Пол    | Укупно | Неожењен/Неудата | Ожењен/Удата | Удовац/Удовица | Разведен/Разведена | Непознато |
| ------ | ------ | ---------------- | ------------ | -------------- | ------------------ | --------- |
| Мушки  | 141    | 23               | 106          | 11             | 1                  | 0         |
| Женски | 145    | 14               | 105          | 20             | 6                  | 0         |
| УКУПНО | 286    | 37               | 211          | 31             | 7                  | 0         |

| Пол    | Укупно                    | Пољопривреда, лов и шумарство | Рибарство                            | Вађење руде и камена | Прерађивачка индустрија       |
| ------ | ------------------------- | ----------------------------- | ------------------------------------ | -------------------- | ----------------------------- |
| Мушки  | 87                        | 40                            | 0                                    | 7                    | 9                             |
| Женски | 58                        | 45                            | 0                                    | 1                    | 3                             |
| УКУПНО | 145                       | 85                            | 0                                    | 8                    | 12                            |
| Пол    | Производња и снабдевање   | Грађевинарство                | Трговина                             | Хотели и ресторани   | Саобраћај, складиштење и везе |
| Мушки  | 4                         | 8                             | 6                                    | 3                    | 6                             |
| Женски | 0                         | 1                             | 1                                    | 0                    | 0                             |
| УКУПНО | 4                         | 9                             | 7                                    | 3                    | 6                             |
| Пол    | Финансијско посредовање   | Некретнине                    | Државна управа и одбрана             | Образовање           | Здравствени и социјални рад   |
| Мушки  | 0                         | 0                             | 1                                    | 2                    | 1                             |
| Женски | 0                         | 0                             | 0                                    | 1                    | 3                             |
| УКУПНО | 0                         | 0                             | 1                                    | 3                    | 4                             |
| Пол    | Остале услужне активности | Приватна домаћинства          | Екстериторијалне организације и тела | Непознато            | Непознато                     |
| Мушки  | 0                         | 0                             | 0                                    | 0                    | 0                             |
| Женски | 0                         | 0                             | 0                                    | 3                    | 3                             |
| УКУПНО | 0                         | 0                             | 0                                    | 3                    | 3                             |